# Kotrag Nunatak
Kotrag Nunatak är en nunatak i Antarktis. Den ligger i Sydshetlandsöarna. Argentina, Chile och Storbritannien gör anspråk på området. Toppen på Kotrag Nunatak är 156 meter över havet.
Terrängen runt Kotrag Nunatak är kuperad åt nordost, men åt sydväst är den platt. Havet är nära Kotrag Nunatak åt sydväst. Trakten är glest befolkad. Närmaste befolkade plats är Maldonado Station, 9,3 kilometer nordost om Kotrag Nunatak. 